# Коста, Раффаэле
Раффаэле Коста (итал. Raffaele Costa; род. 8 сентября 1936, Мондови) — итальянский политик.

## Биография
Родился 8 сентября 1936 года в Мондови. Он имеет степень в области права и политологии.
Избирался в Палату депутатов Италии в 1976–2001 годах.
В правительстве К. Чампи он был министром без портфеля по координации общественных политических и региональных дел (1992), министром здравоохранения (1993), министром транспорта и министром торгового флота.
В Европейском парламенте Коста был членом Комитета по атмосфере,
членом комитета по бюджетному контролю, членом комитета по окружающей среде, общественному здравоохранению и безопасности пищевых продуктов, членом комитета по внутреннему рынку и защите прав потребителей.
Его сын, Энрико Коста, также является политиком и был итальянским министром региональных дел и автономий в кабинетах Ренци и Джентилони.